# Bill Atkinson
Bill Atkinson (Los Gatos (Californië), 17 maart 1951 – Portola Valley (Californië), 5 juni 2025) was een Amerikaanse softwareontwikkelaar. Hij werkte vanaf het eind van de jaren zeventig bij Apple Computer.
Atkinson studeerde af aan de University of California in San Diego, waar Jef Raskin een van zijn hoogleraren was. Deze introduceerde Atkinson bij Apple. Atkinson zette zijn studie later voort aan de University of Washington. Raskin en Atkinson begonnen in 1979 met het Apple Macintoshproject, waarbij Atkinson grotendeels verantwoordelijk was voor de grafische routines.
Atkinson ontwikkelde verder HyperCard, het eerste populaire hypertextsysteem. Hij bedong dat het programma gratis zou worden meegeleverd bij elke Apple Macintoshcomputer. Dat gebeurde vanaf 1987. Atkinson was ook de sleutelfiguur in de ontwikkeling van het MacPaint-programma. Hij ontwierp tevens QuickDraw, een stukje programmatuur dat essentieel was voor de grafische gebruikersinterface van de Macintosh. Ook ontwierp hij het Venice lettertype.
In 1992 stopte Apple de ontwikkeling van HyperCard grotendeels, waarna Atkinson zich teleurgesteld terugtrok. In 1990 was Atkinson samen met Andy Hertzfeld en Marc Porat het bedrijf General Magic begonnen, voor de ontwikkeling van wat zij een  "personal intelligent communicator" noemden; de voorloper van de PDA. Daarnaast ontwikkelde Atkinson zich tot fotograaf van natuurschoon. Sommige van zijn foto's waren beschikbaar als e-cards in de "iCards"-afdeling van de mac.com-website van Apple.
Enkele van de belangrijke bijdragen van Atkinson op computergebied:
- de grafische routines LisaGraf (later QuickDraw genoemd)
- Marching ants
- de selectielasso
- Fat bits
- HyperCard